# Kardiovaskulär träning
Under kardiovaskulär träning (kardio- av grekiska καρδία kardía "hjärta") rör man på sig för att uppnå sin maxpuls. Denna sorts träning är bra för att motverka framtida hjärtattacker, fetma och diabetes.
Bra exempel på kardiovaskulär träning är joggning, spinning, aerobics, indoorwalking, intervallträning. Huvudsaken är att pulsen stiger och man blir andfådd.